# Issou
Issou est une commune du département des Yvelines, dans la région Île-de-France, en France, située à 6 km à l'est de Mantes-la-Jolie.
La commune d'Issou fait partie du parc naturel régional du Vexin français.
Ses habitants sont appelés les Issoussois.

## Géographie
Située dans le Nord du département des Yvelines, sur la rive droite de la Seine, Issou est une commune largement urbanisée. Elle est limitrophe de Guitrancourt au nord-ouest, de Porcheville au sud-ouest, de Gargenville à l'est. Au sud, elle est séparée par la Seine de Mézières-sur-Seine.
La commune est desservie par la route départementale qui relie Meulan à Limay et par la voie ferrée Paris-Saint-Lazare-Mantes-la-Jolie via Conflans-Sainte-Honorine (gare d'Issou - Porcheville).

### Climat
Pour des articles plus généraux, voir Climat de l'Île-de-France et Climat des Yvelines.
En 2010, le climat de la commune est de type climat océanique dégradé des plaines du Centre et du Nord, selon une étude du CNRS s'appuyant sur une série de données couvrant la période 1971-2000. En 2020, Météo-France publie une typologie des climats de la France métropolitaine dans laquelle la commune est exposée à un climat océanique et est dans la région climatique  Sud-ouest du bassin Parisien, caractérisée par une faible pluviométrie, notamment au printemps (120 à 150 mm) et un hiver froid (3,5 °C). 
Pour la période 1971-2000, la température annuelle moyenne est de 10,8 °C, avec une amplitude thermique annuelle de 14,6 °C. Le cumul annuel moyen de précipitations est de 698 mm, avec 11,4 jours de précipitations en janvier et 7,8 jours en juillet. Pour la période 1991-2020, la température moyenne annuelle observée sur la station météorologique la plus proche, située sur la commune de Magnanville à 8 km à vol d'oiseau, est de 11,6 °C et le cumul annuel moyen de précipitations est de 641,5 mm,. Pour l'avenir, les paramètres climatiques de la commune estimés pour 2050 selon différents scénarios d'émission de gaz à effet de serre sont consultables sur un site dédié publié par Météo-France en novembre 2022.

## Urbanisme

### Typologie
Au 1er janvier 2024, Issou est catégorisée centre urbain intermédiaire, selon la nouvelle grille communale de densité à sept niveaux définie par l'Insee en 2022.
Elle appartient à l'unité urbaine de Paris, une agglomération inter-départementale regroupant 407  communes, dont elle est une commune de la banlieue,,. Par ailleurs la commune fait partie de l'aire d'attraction de Paris, dont elle est une commune de la couronne,. Cette aire regroupe 1 929 communes,.

## Toponymie
Le nom de la localité est attesté sous les formes Icok et Icou en 1190, Isson en 1793, Issot en 1801.
« Villa Sociacum in Pago Vulcassino », métairie en pays du Vexin.
Le nom d'Issou pourrait dériver d'un terme gaulois, uxellos (lieu élevé). Dans un ouvrage de 2021, Jacques Lacroix propose une autre hypothèse : l'appellation de la localité serait plutôt issue d'un type toponymique gaulois *Issavō, ayant désigné un établissement situé « au bas » d'un territoire (à son extrémité sud). Le lieu est installé à deux kilomètres de la Seine, qui formait une démarcation au sud-est de l'ancien territoire des Véliocasses face aux Carnutes.

## Héraldique
| Armes d'Issou | Les armes d'Issou se blasonnent ainsi : De sable à un alambic d'or au foyer de gueules, à la champagne d'azur chargé d'un poisson contre-nageant d'argent, une burèle ondée aussi d'argent brochant sur la partition. |

## Population et société

### Démographie

#### Évolution démographique
L'évolution du nombre d'habitants est connue à travers les recensements de la population effectués dans la commune depuis 1793. Pour les communes de moins de 10 000 habitants, une enquête de recensement portant sur toute la population est réalisée tous les cinq ans, les populations de référence des années intermédiaires étant quant à elles estimées par interpolation ou extrapolation. Pour la commune, le premier recensement exhaustif entrant dans le cadre du nouveau dispositif a été réalisé en 2004.

En 2022, la commune comptait 3 858 habitants, en évolution de −6,86 % par rapport à 2016 (Yvelines : +2,72 %, France hors Mayotte : +2,11 %).
| 1793 | 1800 | 1806 | 1821 | 1831 | 1836 | 1841 | 1846 | 1851 |
| ---- | ---- | ---- | ---- | ---- | ---- | ---- | ---- | ---- |
| 481  | 419  | 432  | 426  | 412  | 406  | 384  | 390  | 375  |

| 1856 | 1861 | 1866 | 1872 | 1876 | 1881 | 1886 | 1891 | 1896 |
| ---- | ---- | ---- | ---- | ---- | ---- | ---- | ---- | ---- |
| 360  | 340  | 321  | 289  | 289  | 277  | 280  | 287  | 295  |

| 1901 | 1906 | 1911 | 1921 | 1926 | 1931 | 1936 | 1946 | 1954 |
| ---- | ---- | ---- | ---- | ---- | ---- | ---- | ---- | ---- |
| 280  | 259  | 289  | 345  | 375  | 460  | 478  | 505  | 643  |

| 1962 | 1968  | 1975  | 1982  | 1990  | 1999  | 2004  | 2006  | 2009  |
| ---- | ----- | ----- | ----- | ----- | ----- | ----- | ----- | ----- |
| 814  | 1 070 | 1 190 | 1 697 | 2 463 | 3 382 | 4 268 | 4 468 | 4 475 |

| 2014  | 2019  | 2022  | - | - | - | - | - | - |
| ----- | ----- | ----- | - | - | - | - | - | - |
| 4 262 | 3 893 | 3 858 | - | - | - | - | - | - |

#### Pyramide des âges
En 2018, le taux de personnes d'un âge inférieur à 30 ans s'élève à 38,8 %, soit au-dessus de la moyenne départementale (38 %). À l'inverse, le taux de personnes d'âge supérieur à 60 ans est de 19,1 % la même année, alors qu'il est de 21,7 % au niveau départemental.
En 2018, la commune comptait 2 008 hommes pour 1 989 femmes, soit un taux de 50,24 % d'hommes, légèrement supérieur au taux départemental (48,68 %).
Les pyramides des âges de la commune et du département s'établissent comme suit.
| Hommes | Classe d’âge | Femmes |
| ------ | ------------ | ------ |
| 0,3    | 90 ou +      | 0,2    |
| 3,1    | 75-89 ans    | 5,8    |
| 14,5   | 60-74 ans    | 14,4   |
| 22,4   | 45-59 ans    | 24,4   |
| 18,4   | 30-44 ans    | 19,1   |
| 20,8   | 15-29 ans    | 16,9   |
| 20,5   | 0-14 ans     | 19,3   |

| Hommes | Classe d’âge | Femmes |
| ------ | ------------ | ------ |
| 0,6    | 90 ou +      | 1,4    |
| 6      | 75-89 ans    | 7,8    |
| 13,5   | 60-74 ans    | 14,8   |
| 20,7   | 45-59 ans    | 20,1   |
| 19,6   | 30-44 ans    | 19,9   |
| 18,5   | 15-29 ans    | 16,8   |
| 21,2   | 0-14 ans     | 19,2   |

### Enseignement
La commune d'Issou comprend plusieurs établissements scolaires : le groupe scolaire Famy, le groupe scolaire Montalet, tous deux avec des écoles maternelles et élémentaires et le collège Jacques Cartier. Ce dernier établissement fait l'objet d'un écho médiatique international, en décembre 2023 après que plusieurs professeurs du collège exercent leur droit de retrait. Ils déclarent se sentir « en danger » après qu’une enseignante de français a montré à sa classe Diane et Actéon de Giuseppe Cesari, une œuvre qui illustre un passage des Métamorphoses d’Ovide. On y voit Actéon puni d’avoir surpris Diane et ses nymphes nues. Des élèves assurent être « choqués » et avancent qu’il s’agit d’une provocation de la part de l’enseignante qui aurait voulu viser ses élèves de confession musulmane en leur montrant des femmes nues,. La situation évoque le spectre de l’assassinat de Samuel Paty. Depuis le mois d’octobre, au moins quatorze faits dits « d’établissement » (atteintes à la laïcité, aux personnes, à la sécurité ou aux biens, racisme…) ont été recensés dans cet établissement. Gabriel Attal, le ministre de l’Éducation nationale, se rend sur place.

## Politique et administration

### Liste des maires
| Période                                  | Période                       | Identité                 | Étiquette | Qualité                             |
| ---------------------------------------- | ----------------------------- | ------------------------ | --------- | ----------------------------------- |
| Les données manquantes sont à compléter. |                               |                          |           |                                     |
| 1791                                     | 1792                          | Bessin                   |           |                                     |
| 1792                                     | 1794                          | Jean Mellon Girard       |           |                                     |
| 1800                                     | 1801                          | Jacques Moutier          |           |                                     |
| 1801                                     | ...                           | Jacques Charles Langlois |           |                                     |
| 1808                                     | 1830                          | Martin                   |           |                                     |
| 1830                                     | 1831                          | Brochant                 |           |                                     |
| 1831                                     | 1846                          | Jean-Louis Moutier       |           |                                     |
| 1846                                     | 1848                          | Louis-Jacques Moutier    |           |                                     |
| 1848                                     | 1855                          | Ambroise Berthaux        |           |                                     |
| 1855                                     | 1878                          | Robert Levillain         |           |                                     |
| 1878                                     | 1884                          | Jacques Désiré Berthaux  |           |                                     |
| 1884                                     | 1892                          | Vicomte de Jean          |           |                                     |
| 1892                                     | 1896                          | Michel Voyer             |           |                                     |
| 1896                                     | 1897                          | Jacques Berthaux         |           |                                     |
| 1897                                     | 1900                          | Arsène Thénault          |           |                                     |
| 1900                                     | 1904                          | Michel Voyer             |           |                                     |
| 1904                                     | 1905                          | Arsène Thénault          |           |                                     |
| 1905                                     | 1908                          | Henri Édouard de Jean    |           |                                     |
| 1908                                     | 1942                          | Ferdinand Famy           |           |                                     |
| 1942                                     | 1942                          | Édouard Normand          |           | Adjoint (faisant fonction de maire) |
| 1942                                     | 1953                          | François Le Bon          |           |                                     |
| mai 1953                                 | mars 1971                     | Jacques Lambert          |           |                                     |
| mars 1971                                | juin 1995                     | Gabriel Lucas            | PCF       |                                     |
| juin 1995                                | mars 2001                     | Claude Brunet            | PCF       | Instituteur                         |
| mars 2001                                | mai 2020                      | Martine Chevalier        | DVG       | Fonctionnaire                       |
| mai 2020                                 | En cours (au 19 janvier 2021) | Lionel Giraud            | SE-DVG    | Cadre de la fonction publique       |

### Instances administratives et judiciaires
La commune d'Issou appartient au canton de Limay et est rattachée à la communauté urbaine GPS&O depuis le 1er janvier 2016.
Sur le plan électoral, la commune est rattachée à la huitième circonscription des Yvelines, circonscription mi-rurale, mi-urbaine du nord-ouest des Yvelines centrée autour de la ville de Mantes-la-Jolie.
Sur le plan judiciaire, Issou fait partie de la juridiction d’instance de Mantes-la-Jolie et, comme toutes les communes des Yvelines, dépend du tribunal de grande instance ainsi que de tribunal de commerce sis à Versailles,.

## Culture locale et patrimoine

### Patrimoine architectural

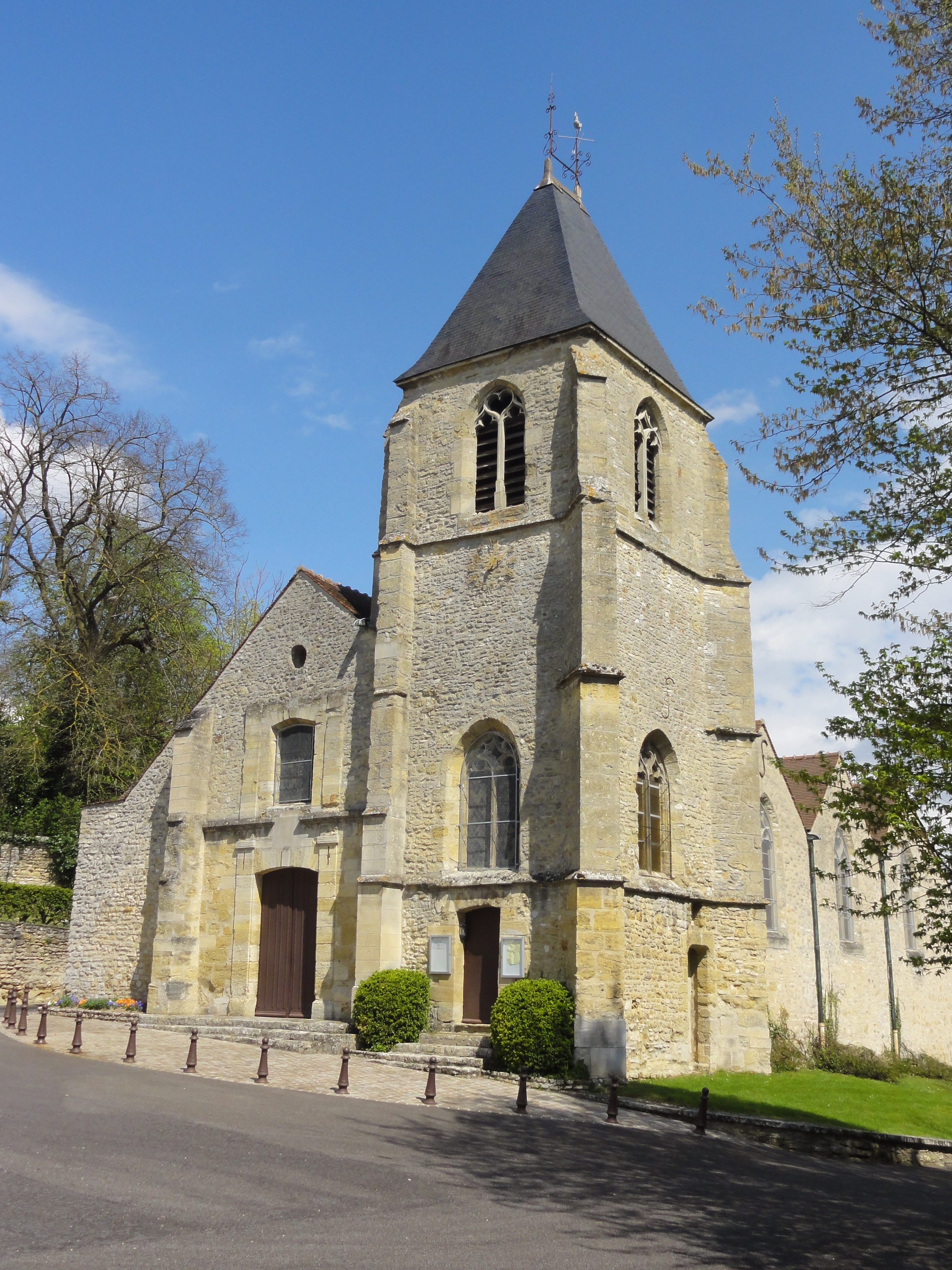
Église Saint-Martin.

- Église Saint-Martin : église en pierre meulière datant du XIIe siècle, remaniée aux XVe et XVIe siècles. Elle a subi une importante restauration en 1970.

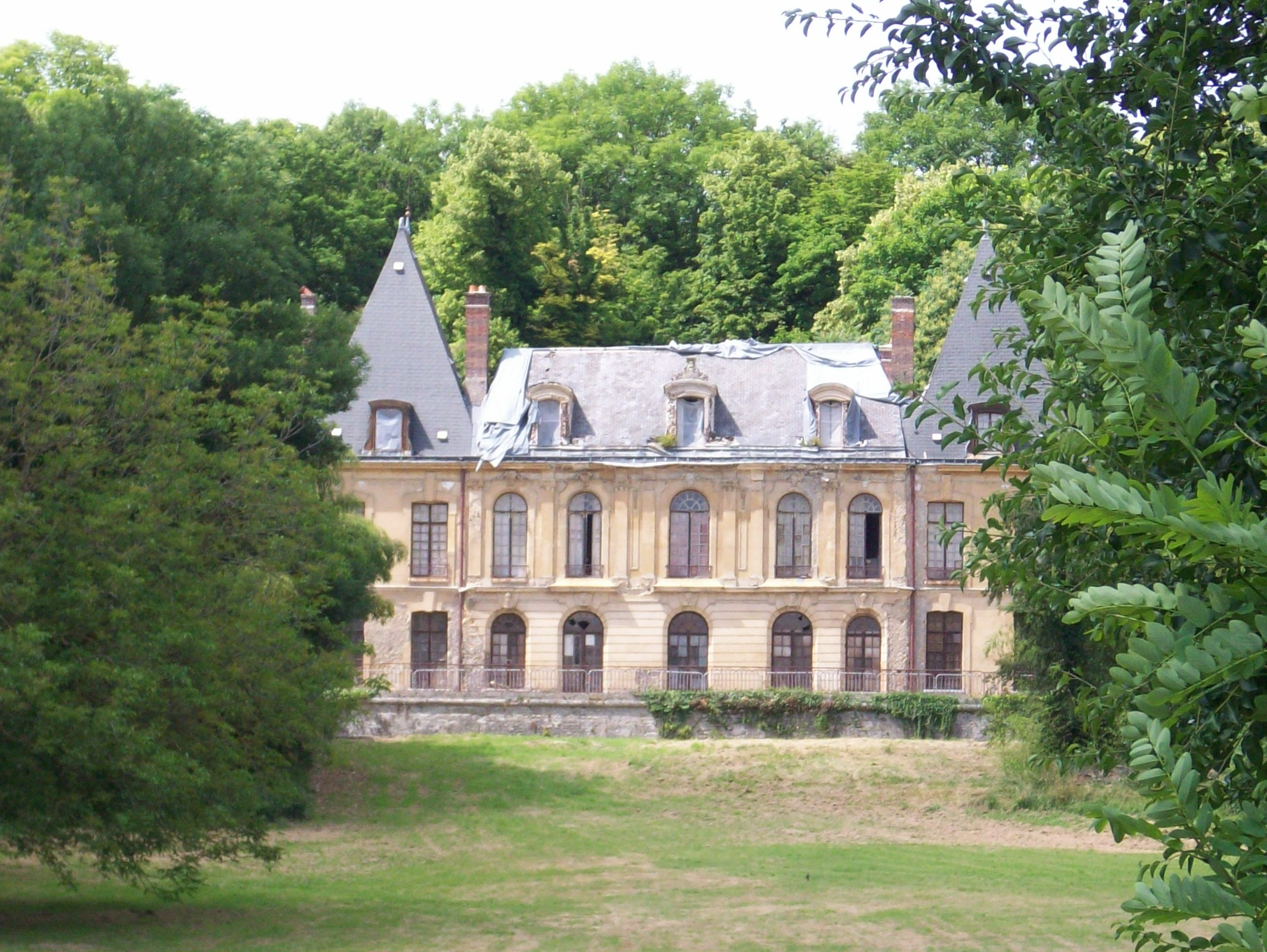
Le château.

- Château d'Issou : construction rénovée en 1903 dans le style du XVIIIe siècle. Après l'acquisition de la famille Chaperon à la famille du vicomte De Jean (contrairement à la légende locale il n'a pas été offert en cadeau de mariage), il a subi de nombreuses mutations successives. Le duc de Bouillon l'a acquise en 1750, il recevait la marquise de Pompadour qui selon la légende a laissé sa devise sur le pigeonnier rond : « Horas Non Numero Nisi Serenas ». Le château proprement dit date d'environ 1399 il n'en reste quasiment rien, sinon une tour carrée, vestige de l'ancien manoir féodal datant du XVIe siècle et un colombier rond qui ont été rénovés à la fin des années 1990 par l'association C.H.A.M (Chantiers Histoire et Architecture Médiévales)[36].

Le parc du château, classé par le département des Yvelines (inscrit depuis 1974) s'étend sur onze hectares. Le château est à l'abandon en raison du manque de moyens financiers.
Le film Camille Claudel y a été tourné en partie en 1987 puis plus récemment Le Pacte des loups, et également de nombreux courts métrages avec notamment Yves Pennay.
Durant la Seconde Guerre mondiale, le château fut réquisitionné par les troupes allemandes. Le vaste parc fut entre autres occupé par les véhicules de type Goliath de la Wehrmacht ; ceux-ci, produits de 1942 à 1944, servaient principalement à détruire des chars ou des réserves de munitions[réf. nécessaire].

### Personnalités liées à la commune
- Morgan Charrière, pratiquant français de MMA, né en 1995 et ayant grandi à Issou, évoluant actuellement au Cage Warriors.

## Économie

### Revenus de la population et fiscalité
En 2010, le revenu fiscal médian par ménage était de 43 086 €.

## Galerie

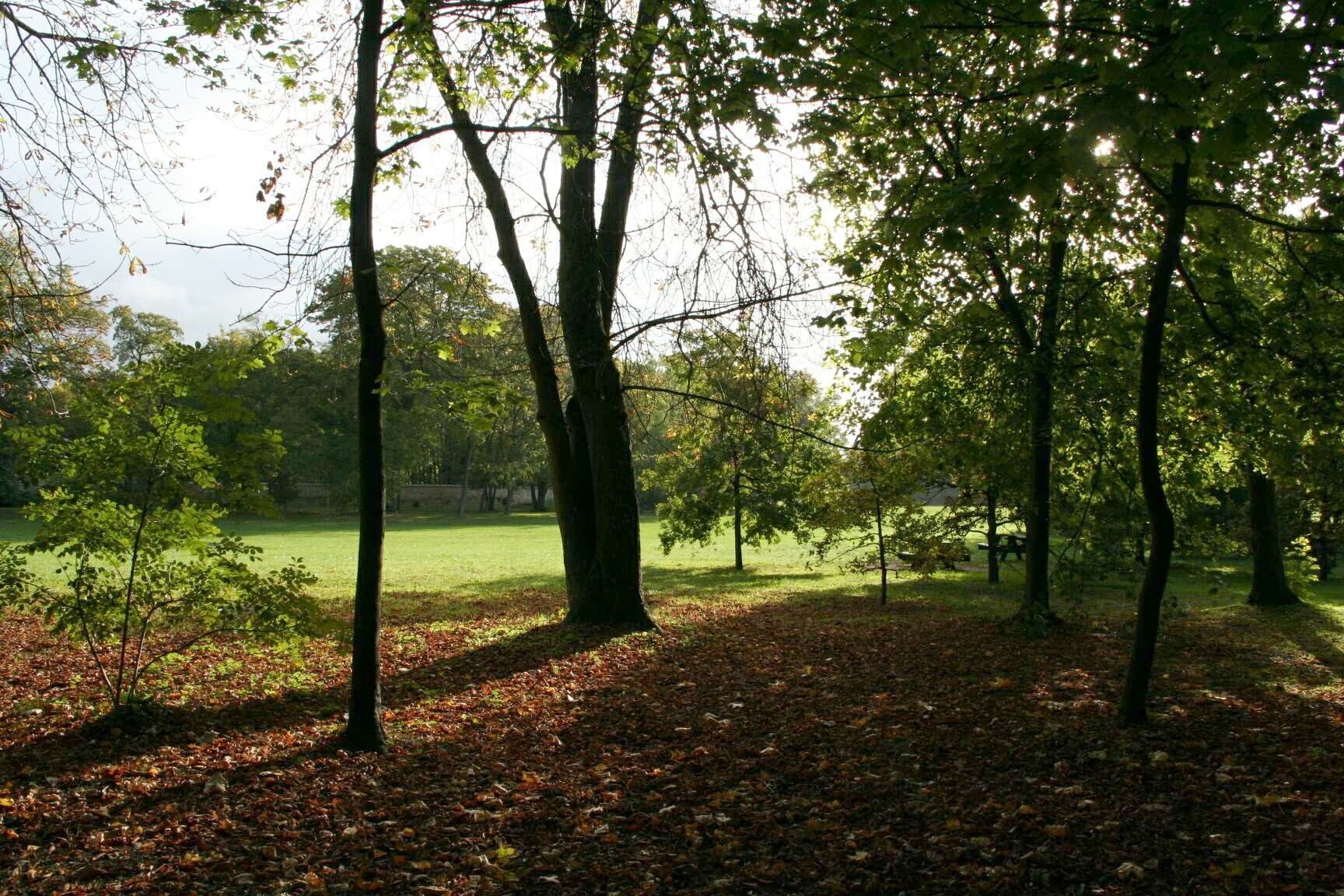
Le parc du château.
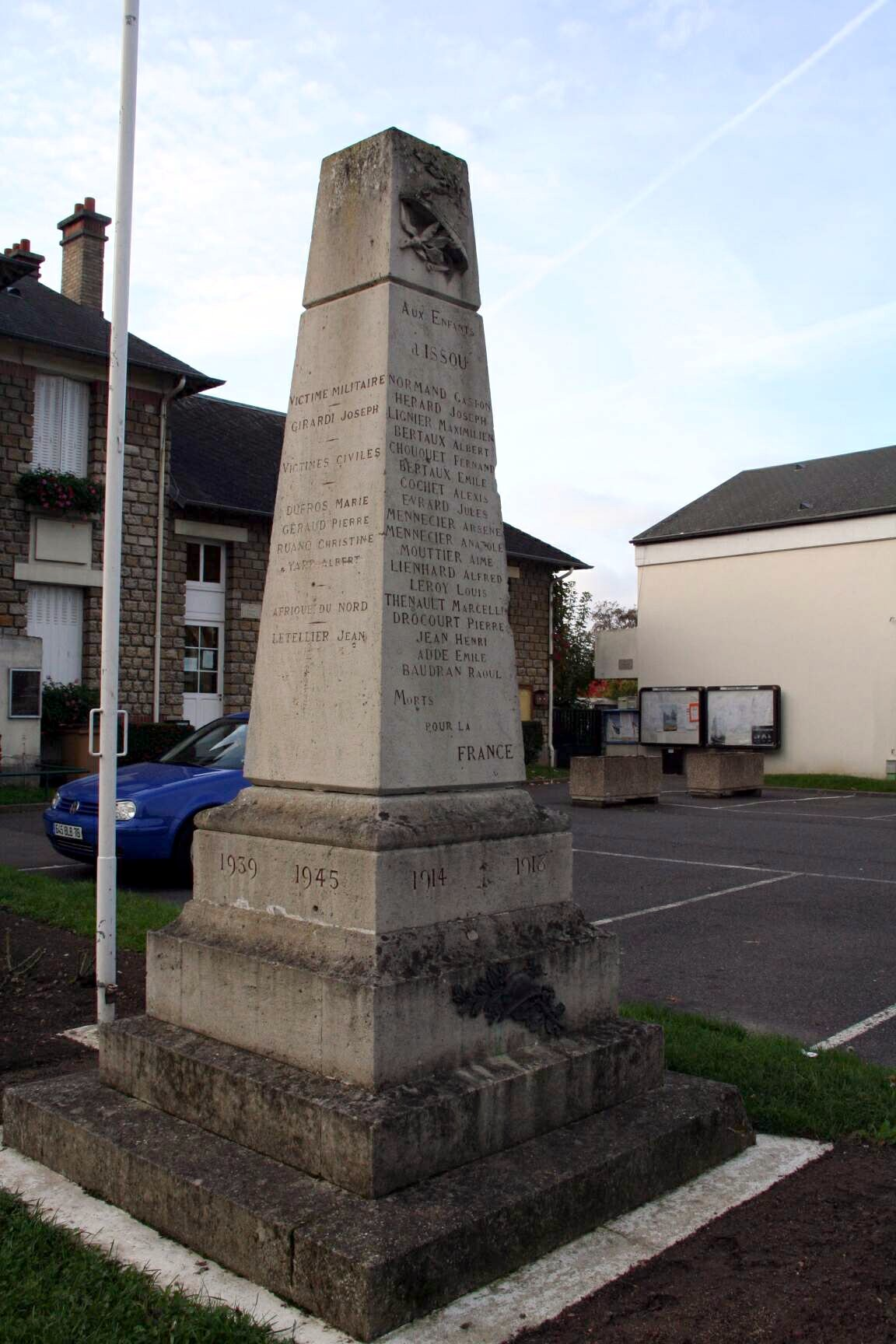
Le monument aux morts.
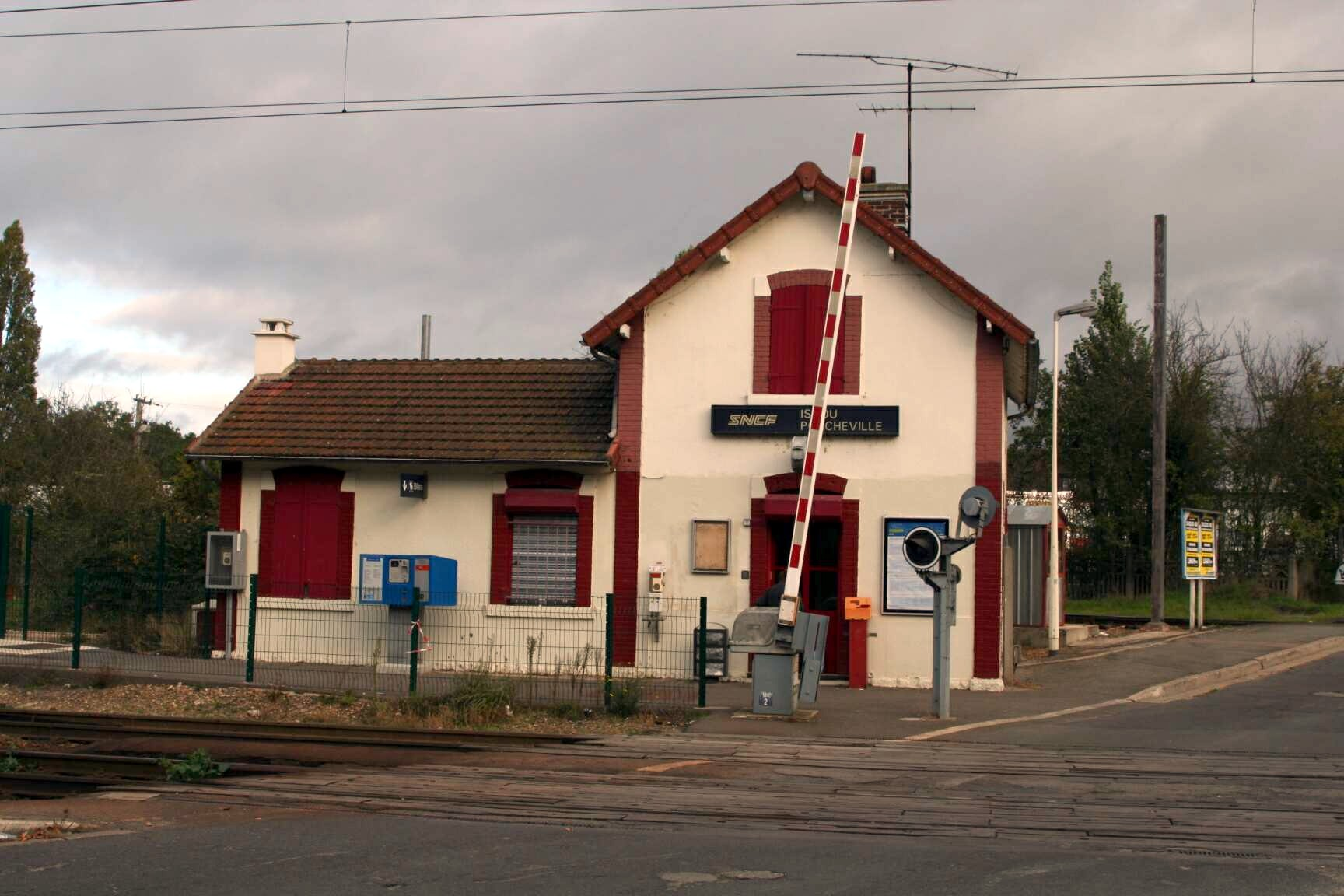
La gare d'Issou-Porcheville.
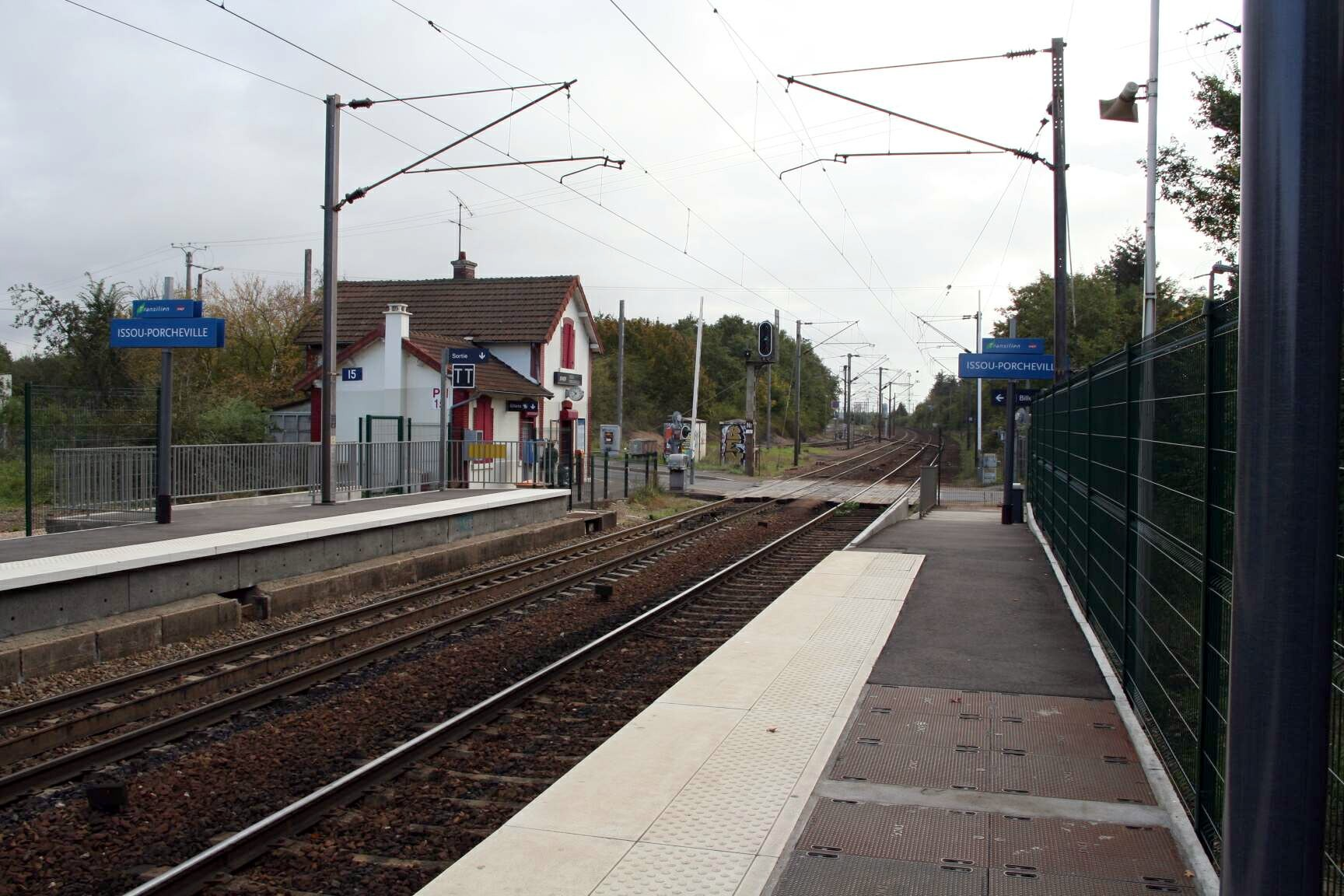
La gare (les quais).

## Polémique
Au cours de l'été 2016, la ville a été victime d'actes de vandalisme (canulars, affichages sauvages, avis parodiques sur Google Maps...) à cause de son nom. En effet, celui-ci ressemble à la prononciation que l'humoriste et acteur espagnol El Risitas a pu avoir du prénom du présentateur Jesús Quintero, dans une célèbre vidéo dans laquelle il raconte un incident s'étant déroulé lorsqu'il travaillait comme plongeur,,.